# Linia kolejowa nr 349

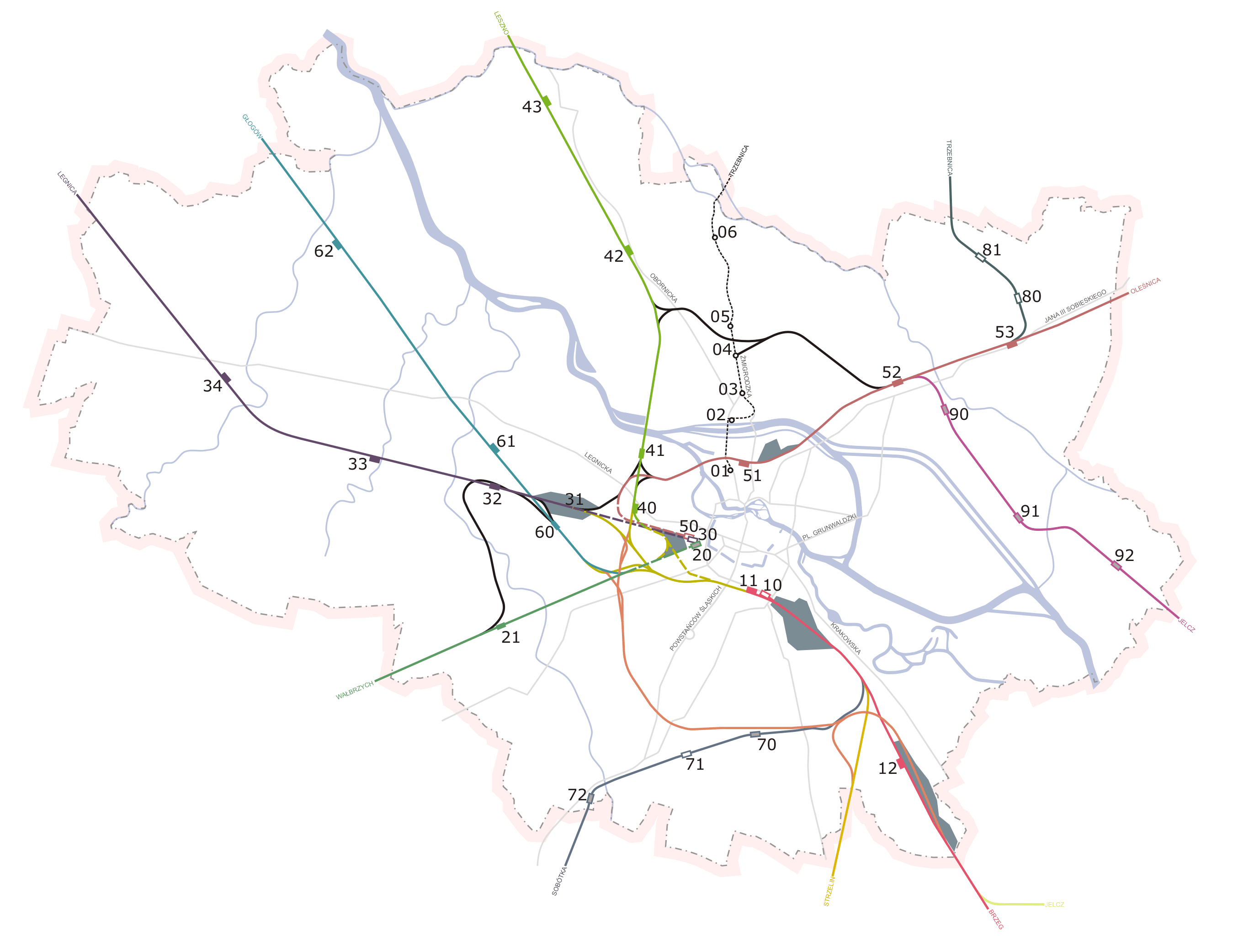
Obwodnica kolejowa Wrocławia łączy Brochów (12) z Gądowem (31), na południe i zachód od centrum

Linia kolejowa nr 349 (pot. Towarowa Obwodnica Wrocławia) – jedno- i dwutorowa, zelektryfikowana, pierwszorzędna linia kolejowa znaczenia państwowego o długości ponad 21 km łącząca stację Święta Katarzyna ze stacją Wrocław Kuźniki. Linia stanowi kolej obwodową Wrocławia przeznaczoną dla kolejowego transportu towarowego.

## Przebieg
Towarowa Obwodnica Wrocławia łączy stację rozrządową Wrocław Brochów ze stacją rozrządową Wrocław Gądów. Omija centrum miasta od południa i zachodu. Linia w całości poprowadzona została na nasypie. W ciągu linii wybudowano liczne wiadukty. Część z tych obiektów została przebudowana w okresie powojennym.  

## Historia
Budowa Towarowej Obwodnicy Wrocławia rozpoczęła się w 1891 roku. Linię uruchomiono w 1896 roku. Jej długość wynosiła 12,4 km. Linia w całości była dwutorowa. Oprócz głównego połączenia Brochów – Gądów budowa obejmowała także stację zdawczo–odbiorczą Portu Popowice. 
Z nadwyżek gruntu przeznaczonego pod budowę nasypu obwodnicy kolejowej usypano kilka sztucznych wzniesień, np. Mała Sobótka, Wzgórze Bendera czy Skórnik. Są one położone wzdłuż linii kolejowej.
W 1927 roku obwodnicę uzupełniono o łącznicę długości 6 km łączącą Muchobór z Muchoborem Wielkim (obecnie linia kolejowa nr 751 i inne). Linię rozbudowano także o kolejne, bezkolizyjne łącznice obwodnicy z linią kolejową w kierunku Legnicy. Zwiększono także liczbę torów na odcinku Brochów – Stadion (przy ul. Oporowskiej). Po zakończeniu drugiej wojny światowej, w 1945 roku tory 3 i 4 rozebrano. Dopiero w latach 80. XX wieku rozpoczęto ich odbudowę, lecz w latach 90. XX wieku prace te przerwano.
Powstanie Towarowej Obwodnicy Wrocławia umożliwiło w latach 1900–1905 przebudowę linii prowadzącej przez centrum miasta do dworca Wrocław Główny, polegającą na wybudowaniu estakady kolejowej i wiaduktów, dzięki czemu zlikwidowano jednopoziomowe skrzyżowania linii kolejowej z ulicami. Całość prac, zarówno obwodnicy kolejowej jak i estakady, realizowana była w ramach kompleksowego programu porządkowania wrocławskiego węzła kolejowego i likwidacji torów biegnących w ulicach oraz kolizyjnych skrzyżowań jednopoziomowych.

## Ruch pociągów
Linia jest wykorzystywana wyłącznie w transporcie towarowym.